# Todd Coolman

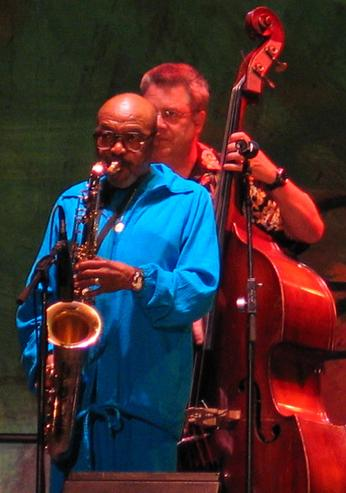
Tood Coolman hinter James Moody

Todd Francis Coolman (* 14. Juli 1954 in Gary (Indiana)) ist ein US-amerikanischer  Jazzmusiker (Kontrabass, auch Cello) und Jazzautor, der als Hochschullehrer tätig ist.

## Leben und Wirken
Coolman studierte von 1972 bis 1975 an der Indiana University bei Murray Grodner. Anschließend spielte er im Nationalen Sinfonieorchester von Mexiko. 1976 ging er nach Chicago, wo er als freischaffender Musiker arbeitete. 
1978 zog Coolman nach New York City und spielte dort mit Horace Silver, Gerry Mulligan (1979/80), Anfang der 80er mit Stan Getz, Al Haig, Lionel Hampton und im Orchester von Mel Lewis. 1984 wirkte er bei Bobby Watsons Enja-Album Advance mit; 1985 begann seine mehr als 25 Jahre währende Zusammenarbeit mit James Moody und 1986 erwarb er den Master an der  Manhattan School of Music. 
Von 1986 bis 1989 gehörte Coolman dem wiedergegründeten Jazztet von Benny Golson und Art Farmer an. 1988/89 spielte er in Terry Gibbs/Buddy DeFrancos Band, im Trio des Pianisten John Campbell und mit David Fathead Newman. Anfang der 1990er Jahre spielte er im Trio von Hal Galper (Invitation to a Concert), mit Barney Kessel und Rob Schneiderman. 
Unter eigenem Namen veröffentlichte Coolman seit 1991 in verschiedenen Combobesetzungen die Alben Tomorrows, Lexicon, Perfect Strangers und Collectables.  Zu hören ist er u. a. auch auf Noah Haidus Doctone (2019).
An der New York University wurde Coolman 1997 über Miles Davis promoviert (The Miles Davis Quintet of the Mid-1960s: Synthesis of improvisational and compositional elements). Anschließend war er als Professor für Musik und Direktor des Jazzstudien-Programms am Purchase College tätig. Seit 2017 lehrte er als Professor für Kontrabass an der Jacobs School of Music der Indiana University Bloomington. 2010 wurde er zum künstlerischen Leiter des Skidmore Jazz Institutes ernannt.
Coolman verfasste die Bücher The Bass Tradition und The Bottom Line sowie einige Liner Notes für CDs. 1999 wurde er mit dem Grammy Award in der Kategorie Best Album Notes für die Liner Notes der Edition Miles Davis Quintet 1965-1968 ausgezeichnet.